# Niels Fredborg
Niels Fredborg (* 28. října 1946 Odder) byl dánský dráhový cyklista, vítěz časovky na 1 kilometr na olympijských hrách v Mnichově roku 1972. Na olympiádě Mexiku roku 1968 získal ve stejné disciplíně stříbrnou medaili, v Montrealu roku 1976 pak bronzovou medaili. Na kilometrové trati získal též tři tituly mistra světa (1967, 1968, 1970). Ve sprintu pak na světovém šampionátu získal jednu stříbrnou medaili (1968) a v keirinu jednu bronzovou medaili (1980).